# Jingde chuandeng lu
Jingde chuandeng lu (chiń. 景德傳燈錄, kor. Kyŏngdŏk ch'ŏndŭng lok; jap. Keitoku dentōroku; wiet. Cảnh Đức Truyền đăng lục – Księga przekazu lampy z okresu Jingde. Najstarsza historia chanu.
Została napisana w 1004 r. przez Yong’ana Daoyuana ze szkoły chan fayan. Jednak ta pierwotna wersja nie przetrwała do dziś. Najwcześniejsza wersja pochodzi z 1009 r. i została wydana pod nadzorem jednego z czołowych intelektualistów i literatów tego okresu – Yang Yi (968 lub 974–1020).
Praca ta kontynuuje wzór Zutang ji, czyli organizuje liczne frakcje chanu wokół wielolinearnego modelu. W związku z tym, że dzieło to powstało w kręgu szkoły fayan, wykazuje dominację tej właśnie tradycji. Ponieważ w tym wydaniu zamieszczono oryginalną przedmowę Daoyuana, dowiedzieć się z niej można, że oryginalne dzieło było jeszcze bardziej ukierunkowane na punkt widzenia fayan. Prawdopodobnie celem Chuandeng lu było zaprezentowanie na cesarskim dworze chanu, jako już dobrze zorganizowanego, niezależnego ruchu, jednak głównie poprzez linie przekazu szkoły fayan. Praca ta promuje więc linie przekazu związane z Fayanem Wenyi, wyliczając wielu mnichów związanych z tymi liniami. Mistrz Fayan ma 63 oświeconych uczniów, jego uczeń Tiantai Deshao (891-972) - 49. Wydaje się również, że promowano także linię mistrza Deshao, gdyż nie zanotowano żadnego spadkobiercy u mistrza Yunju Daoqi (929-997) (w drugiej generacji spadkobierca Fayana).
Chuandeng lu nie wymienia nazw żadnego z "pięciu domów" (pięciu szkół). Mimo tego, wszyscy, którzy są wymienieni w ostatnich pokoleniach linii przekazu, należą właśnie do owych pięciu tradycji chan. Niemniej jednak praca ta jest dużo bardziej obiektywna od Zutang ji, której celem była promocja właściwie tylko linii przekazu wiodącej do mistrza Zhaoqinga Wendenga.
Oryginalny tytuł dzieła Daoyuana brzmiał Fozu tongcan ji, czyli Antologia wspólnej praktyki buddów i patriarchów. Sugerował on, że kolejnym celem było wykazanie zgodności nauk buddów i patriarchów chanu. Nowy tytuł nadany przez Yang Yi całkowicie zmienia jego zamiar, gdyż sugeruje on całkowicie niezależną transmisję chanu. Tymczasem Daoyuan odwoływał się do dzieła Guifenga Zongmiego Chanyuan zhuquan ji (Zebrane pisma o źródle chanu), w którym Zongmi asymilował różnorakie frakcje chanu w jedną zjednoczoną tradycję. Daoyuan uważał, że nauki chanu zawierają miriady buddyjskich praktyk stosowanych zgodnie z różnicami między praktykującymi. Podkreślał rolę "zręcznych środków" jako głównej metody nauczania. Tymczasem Yang Yi zestawił pracę na nowo według zupełnie innych haseł, jako "specjalną praktykę poza naukami" (chiń. jiaowai biexing) i jako potwierdzenie niezależnej tradycji chanu.
Chuandeng lu zawiera między innymi rejestr 28 indyjskich patriarchów szkoły medytacji oraz ich gathy (skt. gāthā) wypowiadane w chwili oświecenia i przekazu Dharmy. Prezentuje zatem już ostatni etap tworzenia tożsamości chan, a więc odrębności od innych szkół buddyjskich m.in. przez ostateczne ukształtowanie listy patriarchów.
Oprócz tego dzieło to zawiera biografie, mowy i czyny 1701 indyjskich i chińskich mistrzów aż do mistrza chan Fayana Wenyi.
Waga tego dzieła leży w tym, że niezależnie od biografii mnichów (chanu i innych tradycji) zachowało ono dla przyszłych pokoleń zapisy ze "spotkań" mistrzów z uczniami, dialogi między nimi, kształtowanie się idei gong’anów itp.
Jest to jedno z dwu głównych źródeł wczesnej historii chanu. Dzieło to dało początek nowej formie literackiej związanej z chanem i nazwanej denglu (zapisy lampy) lub chuandeng lu (zapisy przekazu lampy). Stało się również modelem nowego stylu biografii buddyjskiej, który stanie się powszechny w okresie dynastii Song. Podkreślanie linii przekazu jako sekciarskiej tożsamości różniło tę pracę od Song gaoseng chuan, napisanej w dawnym, pozbawionym nastawienia sekciarskiego, stylu.

## Zobacz
- Patriarchat zen
- Chan